# Egybolis
Egybolis é um gênero de traça pertencente à família Arctiidae.